# نیورولکا
نیورولکا (به لاتین: Nyurolka) یک رود در روسیه است که در استان تومسک واقع شده‌است.